# Bergeria ornata
Bergeria ornata là một loài bướm đêm thuộc phân họ Arctiinae, họ Erebidae.